# Топлес
Топлес (енгл. topless, од енгл. top — горњи део + енгл. less — без) реч је страног порекла (англицизам) која у најширем односно дословном смислу означава делимичну голотињу, чија је карактеристика непокривеност горње половине тела одећом. У ужем, и далеко чешћем смислу, под топлесом се подразумева мода разголићених, односно непокривеност дојки и брадавица.
Готово увек се примењује на такве ситуације у јавности, односно за жене које показују своје голе груди се говори да су „у топлесу“. Израз „топлес“ може означавати и локације где се очекује да ће жене бити тако одевене, било да би тамо радиле (топлес бар), или у сврху властите рекреације (топлес плажа).
Сликар Пол Гоген је насликао слику из 1899. Две девојке са Тахитија, које приказују жене голих груди.
Женски феминистички покрет из Украјине, ФЕМЕН, често своје ставове исказује јавним иступима са женама у топлесу.

## У популарној култури
Французи су традиционално били опуштени с голотињом и топлесом у забавним садржајима, и плесачице и глумице наступале су топлес у 1910-им годинама и касније у музичком театру и филму. Топлес у забави сачувао се и до данас у Фоли-Бержеру и Мулен Ружу. Неке женске групе такође су наступале топлес, на пример, две женске групе назване The Ladybirds (једна у Сан Франциску и друга у Копенхагену), које су наступале топлес крајем 1960-их година.
Жене такође понекад раде у објектима само за одрасле, како би наступале или позирале топлес у облицима комерцијалне еротске забаве. Такви објекти могу варирати од јефтиних стрип-клубова и топлес-барова до елитних кабареа, као што је Мулен Руж.
Данас је топлес интегрисан у масовну културу: на фестивалима, карневалима и протестним акцијама широм света. Један од светлих примера је карневал у Рио де Жанеиру, где су гола тела део националне традиције.
Женска обнажена груди такође су постале уобичајена појава током Марди Гра у Новом Орлеансу, током којег жене „обнажују” (на кратко откривају) своје груди у замену за нитке пластичних перли и на карневалу у Рио де Жанеиру, где на платформама понекад појављују жене, обнажене до појаса.
12. јуна 1964. године новине San Francisco Chronicle на првој страници објавиле су фотографију жене у монокинију с откривеном грудима. Две недеље касније, 22. јуна 1964. године, Керол Дода почела је да плеше топлес у монокинију (дизајн Руди Гернрајха) у клубу Condor у области Норт-Бич у Сан Франциску. Њен деби као плесачице топлес представљен је у часопису Playboy у априлу 1965. године. Дода је била прва модерна плесачица топлес у Сједињеним Државама, оживљавајући епоху бурлеске почетка 20. века у САД. Градоначелник Сан Франциска Џон Шели рекао је: „топлес је дно порнографије”. Током неколико дана жене су откривале своје груди у многим клубовима, нанесеним дуж Бродвеј улице у Сан Франциску, отпочињући еру барова топлес.